# Panzerkampfwagen VII
A Panzer VII Löwe második világháborús német harckocsi. Ismert egyéb elnevezés: „papirpanzer”, mivel a tervezőasztalról soha nem gurult le. A tervek szerint a Tigris I, illetve a Tigris II utódjának szánták, ezt megerősíti a kilenc darab, átlapolt futógörgő. Kinézetre mégis inkább a Pantherre hasonlított volna, mivel a Tigris függőleges és vízszintes páncéllemezeit ferde helyzetű elemekkel helyettesítették. Alaposan megnézve azonban a hátsó rész és a torony is inkább a Tigrisre hasonlít.

## Fejlesztés
A szupernehéz harckocsi fejlesztése 1941-ben indult meg a Henschel cégnél, amelyik később a Tigris II rendszeresített tornyát is tervezte, valamint a Krupp cégnél, amely az egyik legnagyobb fegyvergyártó volt. A harcjármű meghajtására eredetileg Maybach motort, később a Daimler-Benz-féle 1000 lóerős torpedónaszád motort nézték ki. Tervezett súlya 90 tonna. A tervezett utcai sebessége 30 km/óra volt. A projekt második szakaszában erősebb fegyvert (többfélét) és 150 mm-es páncélzatot terveztek hozzá.
A terv alapját a Krupp VK7001 (Tiger-Maus) projekt képezte. A kiírás szerint L/40 űrmérethosszú 15 cm-es löveg vagy L/70 10,5 cm-es löveg hordozására kellett volna alkalmasnak lennie. Két alapvető verziója a Leichte és a Schwere fedőnevet kapta. A Leichte (könnyű) változat hátsó elhelyezésű tornyot kapott volna, amely az L/70 10,5 cm-es löveg igényeihez igazodott. A Schwere (nehéz) variáns a 15 cm-es löveghez optimalizált, de már a tervezőasztalon 70 tonnáról 90 tonnára módosították az össztömeget. Mindkét verzió 120 mm-es frontpáncélzattal került tervezésre, a Leichte gömbölyített formákkal, míg a Schwere a Tigris II tapasztalataiból okulva 30°-ban döntött síklemezekkel. A tervezett hatalmas tömeg ellensúlyozására majdnem 1 méter széles lánctalpakat képzeltek hozzá.
1942 februárjától májusáig 6 különböző terv született. 1942. március 6-án nagyobb tankra született igény – Adolf Hitler parancsára a nehezebb verziók fejlesztését folytatták. A projektet 1942 júliusában végleg leállították, így prototípus sem készült. Minden szempontból e modell fejlesztése szolgáltatta az alapot a Porsche-féle Maus tervezéséhez.

## Változatai
A még terv szinten sem elkészült Löwe alvázára már megtervezték a rohamlöveg-változatot is, amely a 15 cm-es löveg hosszúcsövű változatát hordozta volna.

## Egyéb adatok
- lőszerjavadalmazás: 22 db gránát és 2700 db GPU-lőszer

## Galéria

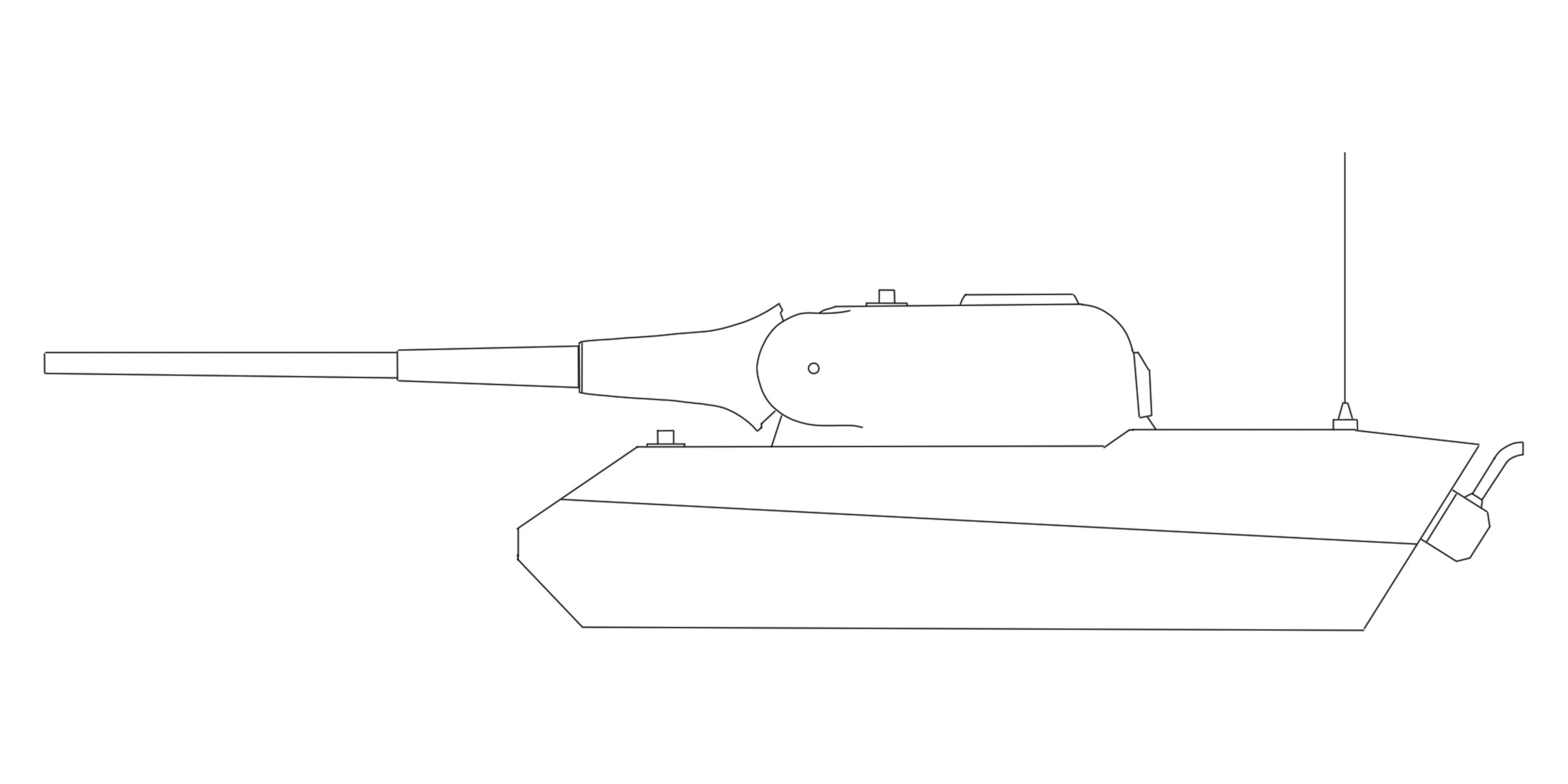
A Lowe ábrázolása